# Empis makalaka
Empis makalaka är en tvåvingeart som beskrevs av Smith 1969. Empis makalaka ingår i släktet Empis och familjen dansflugor. Inga underarter finns listade i Catalogue of Life.